# Шлях додому (фільм, 2019)
Шлях додому (англ. A Dog's Way Home) — американський сімейний пригодницький фільм 2019 року режисера Чарльза Мартіна Сміта. Екранізація однойменної книги Брюса Камерона. Головну героїню фільму — собаку Беллу — озвучила Брайс Даллас Говард.

## Сюжет
Фільм розповідає про веселого і грайливого собаку Беллу, який обожнює поїсти смачненьке, досліджувати світ і ганятися за білками. Одного разу він опиняється далеко від дому і йому належить відшукати дорогу до свого господаря. Белла здолає понад 600 км у пошуках свого хазяїна. На своєму шляху вона зіткнеться з різними пригодами та цікавими відкриттями.

## У ролях
| Актор               | Роль                |
| ------------------- | ------------------- |
| Брайс Даллас Говард | Белла (озвучування) |
| Ешлі Джад           |                     |
| Беррі Вотсон        | Гевін               |
| Александра Шипп     |                     |
| Вес Студі           |                     |
| Едвард Джеймс Олмос |                     |
| Джона Гавер-Кінг    |                     |
| Бенжамін Ретнер     | доктор Ганн         |
| Ферра Авіва         | Нурс Метьюс         |
| Кріс Бауер          | Курч                |